# Ivy League (moda)

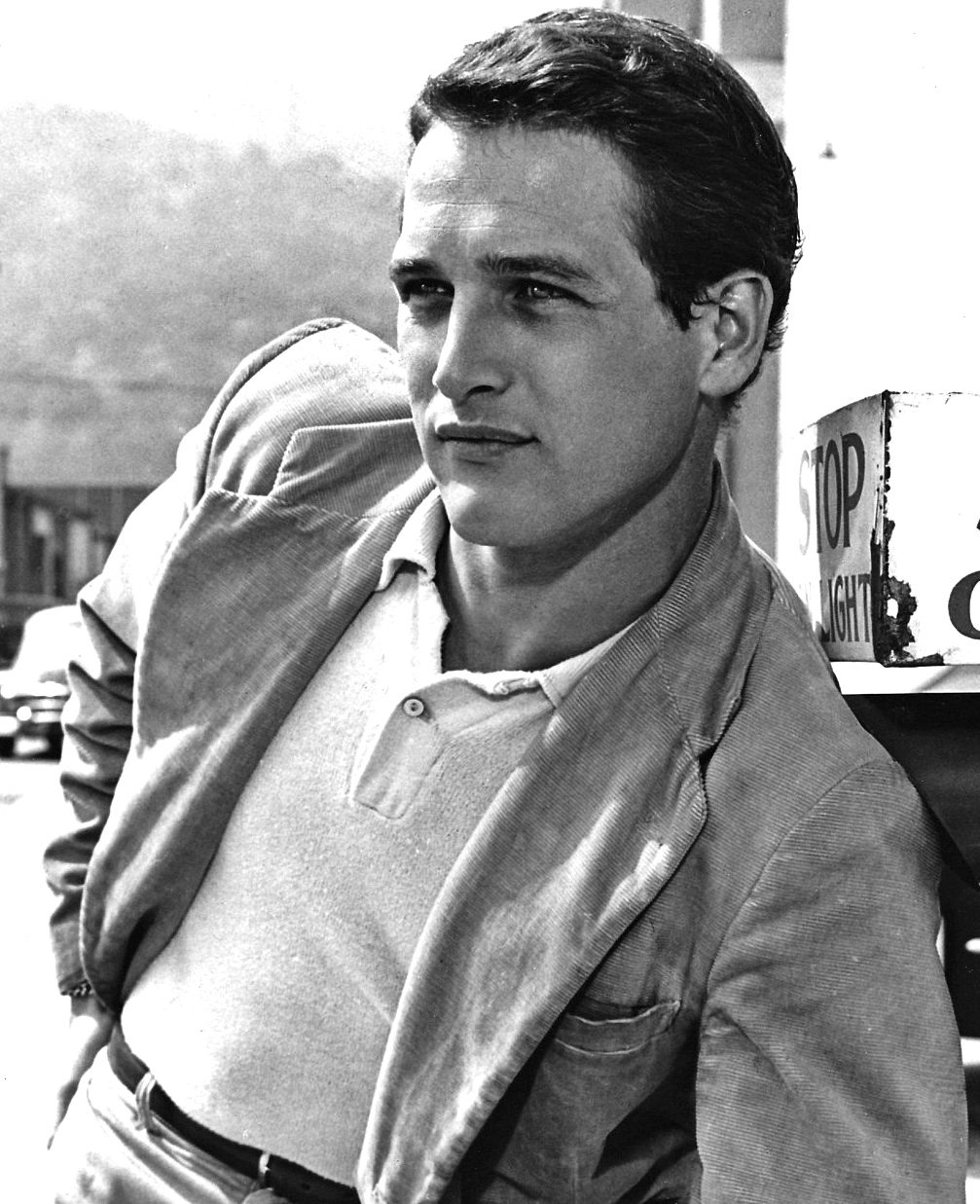
L'attore Paul Newman mentre indossa gli abiti tipici del vestiario Ivy League: chino, polo, e giacca casual.

Ivy League, o Ivy, è uno stile di abbigliamento maschile di moda durante gli anni cinquanta negli USA.

## Storia
Originata presumibilmente nei campus delle università da cui prende il nome, la moda dell'Ivy League si diffuse negli Stati Uniti d'America nord-orientali durante la metà degli anni cinquanta. Lo stile era apprezzato da celebrità come John Fitzgerald Kennedy, Steve McQueen, Paul Newman, Anthony Perkins, Woody Allen e Dustin Hoffman, e avrebbe ispirato lo stile mod e preppy. La moda Ivy League venne soppiantata alla fine degli anni sessanta da quella hippie.

## Caratteristiche
Il look Ivy è elegante ma informale e pulito, e vuole comunicare un senso di correttezza e fiducia. Fra i capi di abbigliamento più diffusi vi sono il cardigan, il gilet, i pantaloni Nantucket Reds o chino cachi, le cravatte lavorate a maglia firmate della Tootal o della Brooks Brothers, le camicie bianche, Plastron, e le giacche sportive grigie, in tartan, in tweed, o in flanella. Negli Stati Uniti meridionali, si portano i blazer in seersucker. Chi segue la moda Ivy League porta acconciature corte e semplici, come ad esempio i capelli a spazzola o  l'Harvard Clip.